# Pāvels Surņins
Pāvels Surņins (ur. 4 sierpnia 1985 w Lipawie) – łotewski piłkarz grający na pozycji obrońcy. Od początku profesjonalnej kariery związany z klubem Liepājas Metalurgs. Reprezentant Łotwy, w kadrze zadebiutował w 2007 roku. Dotychczas zagrał w niej dwukrotnie (stan na 21 lipca 2012).